# Antonio Candela
Antonio Candela (La Spezia, 27 aprile 2000) è un calciatore italiano, difensore dello Spezia in prestito dal Venezia.

## Caratteristiche tecniche
Terzino destro dotato di un buon fisico e abile tecnicamente, veloce e bravo nella corsa, grazie alla sua duttilità tattica può essere impiegato anche nella fascia opposta o come centrocampista. Per le sue caratteristiche, è stato paragonato a Elseid Hysaj.

## Carriera

### Club

#### Gli inizi
Cresciuto nello Spezia, il 5 agosto 2017 esordisce in prima squadra, a soli 17 anni, nella partita di Coppa Italia vinta per 3-0 contro la Reggiana, sostituendo all'84º minuto Filippo De Col.

#### Genoa e vari prestiti
Il 31 gennaio 2018 viene acquistato dal Genoa.
Nell'estate del 2019 viene girato in prestito secco al Trapani, in Serie B; dopo aver disputato 7 partite con i siciliani, nel gennaio del 2020 passa in prestito all'Olbia, in Serie C.
Il 3 settembre 2020 viene ceduto nuovamente in prestito in Serie C, questa volta alla Pergolettese.
Il 24 luglio 2021 passa a titolo temporaneo al Cesena, con cui raccoglie 28 presenze e 4 reti totali. Al termine della stagione fa ritorno al Genoa.

#### Venezia e Real Valladolid e Spezia
Il 25 agosto 2022, Candela viene ceduto a titolo definitivo al Venezia, in Serie B, nell'ambito dell'operazione che ha portato Mattia Aramu al Genoa.
Il 26 agosto 2024, esordisce in Serie A coi lagunari nel pareggio esterno contro la Fiorentina (0-0). Voene impegato in 10 occasioni, poi lascia la squadra alla fine del mercato invernale: Il 3 febbraio 2025, viene ceduto in prestito semestrale al Real Valladolid, nella massima serie spagnola. Quattro giorni dopo esordisce nella Liga spagnola nella sconfitta per 1-0 in casa del Rayo Vallecano. Totalizza 12 presenze con il club spagnolo, che a fine stagione retrocede in Segunda Division, classificandosi all'ultimo posto. 
Rientrato con i veneti, il 16 agosto 2025 viene ceduto allo Spezia in prestito con obbligo di riscatto a favore dei liguri.

### Nazionale
Ha giocato nelle nazionali giovanili italiane Under-16 ed Under-17.
Con la nazionale Under-19 italiana, Candela ha disputato gli Europei di categoria del 2018, in cui gli Azzurrini hanno concluso al secondo posto, cedendo in finale al Portogallo.
Nel 2019, è stato convocato dal CT Paolo Nicolato per il campionato mondiale Under-20 in Polonia, in cui la formazione italiana ha poi chiuso al quarto posto finale.
Nel marzo del 2022, Candela ha ricevuto la sua prima chiamata in Under-21 (re-incrociando così Nicolato), in vista delle partite di qualificazione agli Europei di categoria contro i pari età del Montenegro e della Bosnia ed Erzegovina.

## Statistiche

### Presenze e reti nei club
Statistiche aggiornate al 15 dicembre 2024.
| Stagione        | Squadra         | Campionato      | Campionato | Campionato | Coppe nazionali | Coppe nazionali | Coppe nazionali | Coppe continentali | Coppe continentali | Coppe continentali | Altre coppe | Altre coppe | Altre coppe | Totale | Totale |
| Stagione        | Squadra         | Comp            | Pres       | Reti       | Comp            | Pres            | Reti            | Comp               | Pres               | Reti               | Comp        | Pres        | Reti        | Pres   | Reti   |
| --------------- | --------------- | --------------- | ---------- | ---------- | --------------- | --------------- | --------------- | ------------------ | ------------------ | ------------------ | ----------- | ----------- | ----------- | ------ | ------ |
| 2017-gen. 2018  | Spezia          | B               | 0          | 0          | CI              | 1               | 0               | -                  | -                  | -                  | -           | -           | -           | 1      | 0      |
| feb.-giu. 2018  | Genoa           | A               | 0          | 0          | CI              | -               | -               | -                  | -                  | -                  | -           | -           | -           | 0      | 0      |
| 2018-2019       | Genoa           | A               | 0          | 0          | CI              | 0               | 0               | -                  | -                  | -                  | -           | -           | -           | 0      | 0      |
| Totale Genoa    | Totale Genoa    | Totale Genoa    | 0          | 0          |                 | 0               | 0               |                    | -                  | -                  |             | -           | -           | 0      | 0      |
| 2019-gen.2020   | Trapani         | B               | 7          | 0          | CI              | -               | -               | -                  | -                  | -                  | -           | -           | -           | 7      | 0      |
| gen.-giu.2020   | Olbia           | C               | 4+2        | 0          | CI+CI-C         | -               | -               | -                  | -                  | -                  | -           | -           | -           | 6      | 0      |
| 2020-2021       | Pergolettese    | C               | 30         | 0          | -               | -               | -               | -                  | -                  | -                  | -           | -           | -           | 30     | 0      |
| 2021-2022       | Cesena          | C               | 27         | 4          | CI-C            | 1               | 0               | -                  | -                  | -                  | -           | -           | -           | 28     | 4      |
| 2022-2023       | Venezia         | B               | 29+1       | 2          | CI              | 0               | 0               | -                  | -                  | -                  | -           | -           | -           | 30     | 2      |
| 2023-2024       | Venezia         | B               | 36+4       | 0+1        | CI              | 1               | 0               | -                  | -                  | -                  | -           | -           | -           | 41     | 1      |
| 2024-feb. 2025  | Venezia         | A               | 14         | 0          | CI              | 1               | 0               | -                  | -                  | -                  | -           | -           | -           | 15     | 0      |
| Totale Venezia  | Totale Venezia  | Totale Venezia  | 79+5       | 2          |                 | 2               | 1               |                    | -                  | -                  |             | -           | -           | 86     | 3      |
| 2025-2026       | Spezia          | B               | 0          | 0          | CI              | 0               | 0               | -                  | -                  | -                  | -           | -           | -           | 0      | 0      |
| Totale Spezia   | Totale Spezia   | Totale Spezia   | 0          | 0          |                 | 1               | 0               |                    | -                  | -                  |             | -           | -           | 1      | 0      |
| Totale carriera | Totale carriera | Totale carriera | 154        | 6          |                 | 4               | 1               |                    | -                  | -                  |             | -           | -           | 158    | 7      |

### Cronologia presenze e reti in nazionale
| Cronologia completa delle presenze e delle reti in nazionale ― Italia under 20 | Cronologia completa delle presenze e delle reti in nazionale ― Italia under 20 | Cronologia completa delle presenze e delle reti in nazionale ― Italia under 20 | Cronologia completa delle presenze e delle reti in nazionale ― Italia under 20 | Cronologia completa delle presenze e delle reti in nazionale ― Italia under 20 | Cronologia completa delle presenze e delle reti in nazionale ― Italia under 20 | Cronologia completa delle presenze e delle reti in nazionale ― Italia under 20 | Cronologia completa delle presenze e delle reti in nazionale ― Italia under 20 |
| Data                                                                           | Città                                                                          | In casa                                                                        | Risultato                                                                      | Ospiti                                                                         | Competizione                                                                   | Reti                                                                           | Note                                                                           |
| ------------------------------------------------------------------------------ | ------------------------------------------------------------------------------ | ------------------------------------------------------------------------------ | ------------------------------------------------------------------------------ | ------------------------------------------------------------------------------ | ------------------------------------------------------------------------------ | ------------------------------------------------------------------------------ | ------------------------------------------------------------------------------ |
| 29-5-2019                                                                      | Bydgoszcz                                                                      | Italia under 20                                                                | 0 – 0                                                                          | Giappone under 20                                                              | Mondiali Under-20 2019 - 1º turno                                              | -                                                                              |                                                                                |
| 14-6-2019                                                                      | Gdynia                                                                         | Italia under 20                                                                | 0 – 1 dts                                                                      | Ecuador under 20                                                               | Mondiali Under-20 2019 - Finale 3º posto                                       | -                                                                              | 20’                                                                            |
| 15-10-2019                                                                     | Guarda                                                                         | Portogallo under 20                                                            | 3 – 4                                                                          | Italia under 20                                                                | Elite League Under-20                                                          | -                                                                              | 62’                                                                            |
| Totale                                                                         |                                                                                | Presenze                                                                       | 3                                                                              |                                                                                | Reti                                                                           | 0                                                                              |                                                                                |